# 歡迎來到駒田蒸餾所
《歡迎來到駒田蒸餾所》（日语：駒田蒸留所へようこそ）是由P.Ａ.WORKS製作的日本動畫電影，于2023年11月10日在日本上映 。
2023年6月在法國舉辦的安錫國際電影節入圍長片新視野競賽單元。
是繼《花開物語》、《白箱》、《櫻花任務》、《白沙的Aquatope》之後P.A.WORKS第五個「工作系列」作品 。

## 登場人物
駒田 琉生（聲：早見沙織）
本作的主角。1994年出生。駒田釀酒廠的年輕女社長。
高橋 光太郎（聲：小野賢章）
新聞網站記者。
河端 朋子（聲：內田真禮）
駒田酿酒廠的公關長，琉生的兒時好友。
安元 廣志（聲：細谷佳正）
新聞網站的主編。
東海林 努（聲：辻親八）
駒田釀酒廠最年長的員工。
齋藤 裕介（聲：鈴村健一）
光太郎的朋友。在一家大型唱片公司工作。
駒田 滉（聲：堀內賢雄）
琉生的父親。駒田酿酒廠前任社長。
駒田 澪緒（聲：井上喜久子）
琉生的母親。駒田酿酒廠會計長。
駒田 圭（聲：中村悠一）
琉生的哥哥。由於管理政策的分歧，他從駒田酿酒廠辭職，目前在樱森造酒廠工作。

## 製作人員
- 原作：KOMA復興協會
- 導演：吉原正行
- 腳本 ：木澤行人、中本宗応
- 角色原案：高田友美
- 角色設計/總作畫監督：川面恒介
- 美術監督：武田佑介
- 色彩設計：田中美穗
- 3D監督：市川元成
- 攝影監督：並木智
- 编集：高橋步
- 音響監督：明仁川仁
- 音樂：加藤達也
- 製作人 - 山田昇、古澤佳寬、堀川憲司
- 動畫製作 - P.A.WORKS
- 製作：DMM.com
- 發行：GA GA

## 漫畫
漫畫在《月刊Morning two》（講談社）中連載。插圖由こがねまりょう繪製，劇本製作由凪木エコ擔任。内容為本作的前傳。

## 外部連結
- 電影《歡迎來到駒田蒸餾所》官方網站 （页面存档备份，存于）
- 電影“歡迎來到駒田蒸餾所” (@welcome_komada) - Twitter